# Tetragnatha oculata
Tetragnatha oculata är en spindelart som beskrevs av Denis 1955. Tetragnatha oculata ingår i släktet sträckkäkspindlar, och familjen käkspindlar.
Artens utbredningsområde är Niger. Inga underarter finns listade i Catalogue of Life.